# خنيز الغانم (الرقة)
خنيز الغانم قرية سورية تتبع ناحية مركز الرقة في منطقة مركز الرقة في محافظة الرقة. بلغ عدد سكانها 858 نسمة في عام 2004 حسب إحصاء المكتب المركزي للإحصاء.